# Paramesochra dubia
Paramesochra dubia is een eenoogkreeftjessoort uit de familie van de Paramesochridae. De wetenschappelijke naam van de soort is voor het eerst geldig gepubliceerd in 1892 door Thomas Scott.
Scott plaatste de soort in een nieuw geslacht Paramesochra, hoewel nog onder voorbehoud (hij noemde het een "provisional name"). De kreeftjessoort werd verzameld nabij May Island in de Firth of Forth in februari 1892.